# Alfold Crossways
Alfold Crossways är en by i Surrey i England. Byn är belägen 14,8 km 
från Guildford. Orten har 624 invånare (2015).